# Горбаківська сільська рада
Горбакі́вська сільська́ ра́да — орган місцевого самоврядування в Гощанському районі Рівненської області. Адміністративний центр — село Горбаків.

## Загальні відомості
- Горбаківська сільська рада утворена в 1940 році.
- Територія ради: 66,145 км²
- Населення ради: 4 429 осіб (станом на 2001 рік)
- Територією ради протікає річка Горинь.

## Населені пункти
Сільській раді підпорядковані населені пункти:
- с. Горбаків
- с. Дорогобуж
- с. Іллін
- с. Мнишин
- с. Подоляни
- с. Томахів
- с. Шкарів

## Склад ради
Рада складається з 20 депутатів та голови.
- Голова ради: Бойко Володимир Іванович
- Секретар ради: Яремчук Світлана Олександрівна

### Керівний склад попередніх скликань
| ПІБ                            | Основні відомості                                    | Дата обрання | Дата звільнення |
| ------------------------------ | ---------------------------------------------------- | ------------ | --------------- |
| Ревчук Олександр Володимирович | Сільський голова, 1949 року народження, безпартійний | 26.03.2006   | 31.10.2010      |
| Бойко Володимир Іванович       | Сільський голова, 1955 року народження, безпартійний | 31.10.2010   |                 |

Примітка: таблиця складена за даними сайту Верховної Ради України